# Ellipteroides amiculus
Ellipteroides amiculus là một loài ruồi trong họ Limoniidae. Chúng phân bố ở miền Cổ bắc.